# Sarracenia leucophylla

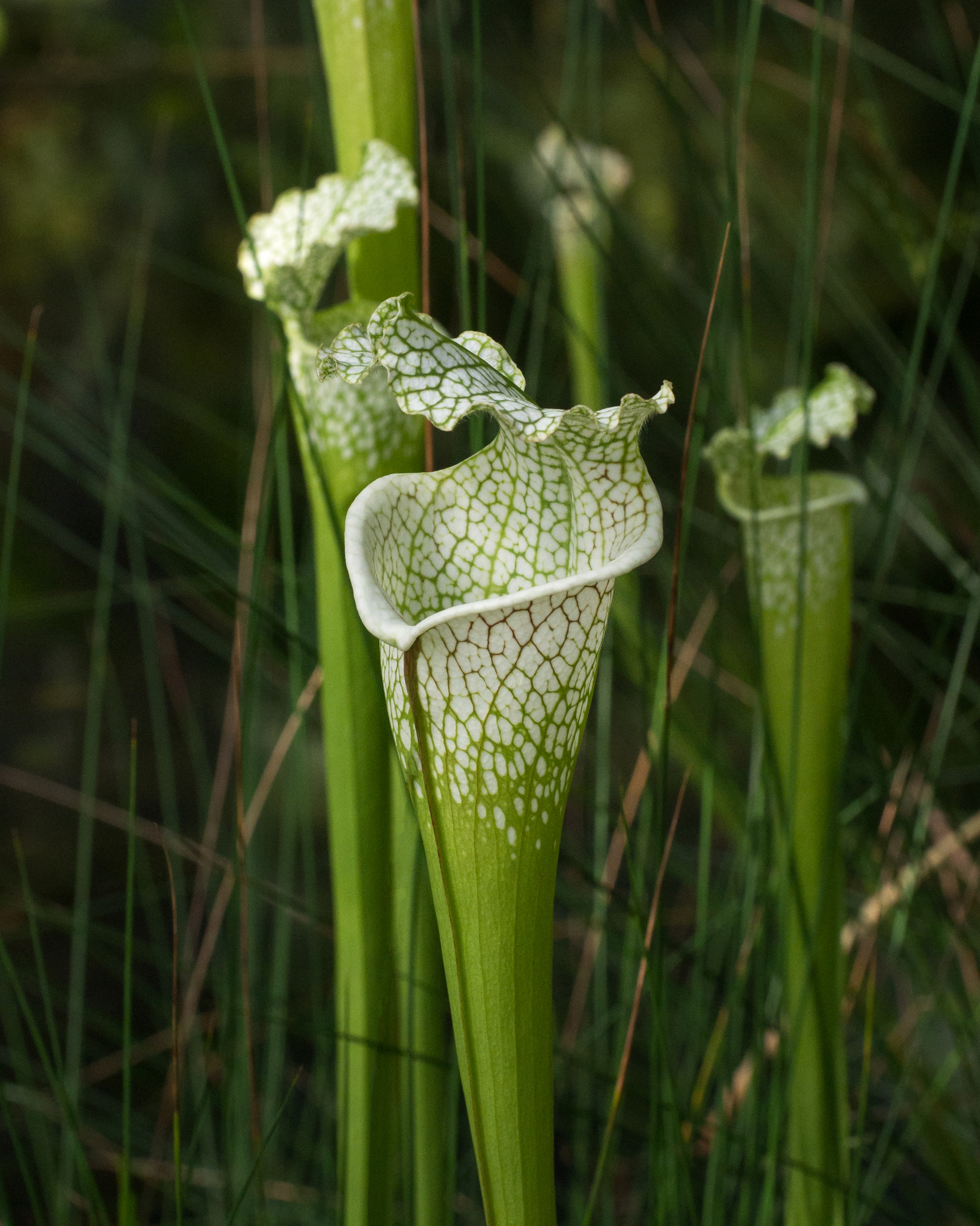
Sarracenia leucophylla

A Sarracenia leucophylla, também conhecida como planta de jarro branca, é uma planta carnívora do gênero Sarracenia.
Essa planta tem origem no Canadá e no leste dos Estados Unidos e quando cultivada precisa tomar a luz do sol diretamente. Seus jarros crescem na vertical e a parte de cima desse jarro não se movimenta, pois é ela que protege a planta da água da chuva. Quando a água da chuva cai dentro do jarro ele se mistura com o liquido que ali fica para digerir a presa e essa mistura faz com que o líquido não funcione atrapalhando esse processo. Para atrair à presa a planta possui um néctar que fica em cima do jarro e possui um cheiro muito atrativo para insetos e quando o mesmo chega perto por causa do néctar ele escorrega e fica preso no fundo do jarro.